# Списък на войните и битките през античността след 500 пр.н.е.
Списък на войните и битките през античността след 500 пр.н.е. с началото на Римската република и гръко-персийските войни до края на управлението на Ираклий

## Античност (500 пр.н.е. – 641 н.е.)
| Дата                                                                | Име на битката                          | Място                                   | Бележки                                                       |
| 500-448 пр.н.е. – Гръко-персийски войни                             | 500-448 пр.н.е. – Гръко-персийски войни | 500-448 пр.н.е. – Гръко-персийски войни | 500-448 пр.н.е. – Гръко-персийски войни                       |
| ------------------------------------------------------------------- | --------------------------------------- | --------------------------------------- | ------------------------------------------------------------- |
| 494 пр.н.е.                                                         | Битка при Ладе                          | Мала Азия                               | Персийците побеждават йонийски градове                        |
| 490 пр.н.е., септември                                              | Битка при Маратон                       | Гърция                                  | Атина и Платея побеждават Персия                              |
| 480 пр.н.е., началото на август                                     | Първа битка при Термопилите             | Гърция                                  | Персия побеждава Елинския съюз                                |
| 480 пр.н.е., началото на август                                     | Битка при Артемизион                    | Гърция                                  | Елинския съюз против персите – без резултат                   |
| 480 пр.н.е., септември                                              | Битка при Саламин                       | Гърция                                  | Елинския съюз побеждава персите                               |
| 479 пр.н.е., пролет                                                 | Битка при Платея                        | Гърция                                  | Елинския съюз побеждава персите                               |
| 479 пр.н.е., пролет                                                 | Битка при Микале                        | Мала Азия                               | Елинския съюз побеждава персите                               |
| 465 пр.н.е.                                                         | Битка при Eвримедон                     | Памфилия                                | Гърците побеждават персите                                    |
| 498-338 пр.н.е. – Латински войни                                    |                                         |                                         |                                                               |
| 498-493 пр.н.е. – Първа латинска война                              |                                         |                                         |                                                               |
| 340-338 пр.н.е. – Втора латинска война                              |                                         |                                         |                                                               |
| 339 пр.н.е.                                                         | Битка при Везувий                       | Италия                                  | Римляните побеждават латините                                 |
| 338 пр.н.е.                                                         | Битка при Трифанум                      | Италия                                  | Римляните побеждават латините                                 |
| 474 пр.н.е. – Етруски против гърци                                  |                                         |                                         |                                                               |
| 474 пр.н.е.                                                         | Битка при Куме                          | Италия                                  | Гръцките градове побеждават етруските                         |
| 480-310 пр.н.е. – Сиракуза против Картаген или италиотите           |                                         |                                         |                                                               |
| 480 пр.н.е., октомври                                               | Битка при Химера                        | Сицилия                                 | Сиракуза побеждава Картаген                                   |
| 409 пр.н.е.                                                         | Втора битка при Химера                  | Сицилия                                 | Картаген побеждава Сиракуза                                   |
| 389 пр.н.е.                                                         | Битка при Елепорус                      | Италия                                  | Сиракуза побеждава Италиотийския съюз                         |
| 341 пр.н.е.                                                         | Битка при Кримисос                      | Сицилия                                 | Сиракуза побеждава Картаген                                   |
| 310 пр.н.е.                                                         | Битка при р. Химера                     | Сицилия                                 | Картаген побеждава Сиракуза                                   |
| 310 пр.н.е.                                                         | Битка при Тунис                         | Северна Африка                          | Сиракуза побеждава Картаген                                   |
| 441-439 пр.н.е. – Самоска война                                     |                                         |                                         |                                                               |
| 431-404 пр.н.е. – Пелопонеска война                                 |                                         |                                         |                                                               |
| 457-445 пр.н.е. – Предварително: Първа пелопонеска война            |                                         |                                         |                                                               |
| 457 пр.н.е.                                                         | Битка при Танагра (457 пр.н.е.)         | Гърция                                  | Спарта побеждава Атина                                        |
| 457 пр.н.е.                                                         | Битка при Оинофита                      | Гърция                                  | Атина побеждава Беотия                                        |
| 447 пр.н.е.                                                         | Битка при Коронея                       | Гърция                                  | Беотия побеждава Атина                                        |
| 431-404 пр.н.е. – (Втора) Пелопонеска война                         |                                         |                                         |                                                               |
| 433 пр.н.е.                                                         | Битка при Сиботките острови             | Гърция                                  | Коринт против Керкира и Атина, без резултат                   |
| 432 пр.н.е.                                                         | Битка при Потидея                       | Гърция                                  | Атина побеждава Коринт                                        |
| 429 пр.н.е.                                                         | Битка при Спартолос                     | Гърция                                  | Халкидийците побеждават Атина                                 |
| 429 пр.н.е.                                                         | Битка при Наупактос                     | Гърция                                  | Атина побеждава Пелопонесците                                 |
| 426 пр.н.е.                                                         | Битка при Танагра (426 пр.н.е.)         | Гърция                                  | Атина побеждава Беотия                                        |
| 426 пр.н.е.                                                         | Битка при Олпай                         | Гърция                                  | Атина побеждава Спарта                                        |
| 425 пр.н.е., пролет                                                 | Обсада на Пилос                         | Гърция                                  | Атина побеждава Спарта                                        |
| 425 пр.н.е., пролет                                                 | Битка при Сфактерия                     | Гърция                                  | Атина побеждава Спарта                                        |
| 424 пр.н.е.                                                         | Битка при Делион                        | Гърция                                  | Тива побеждава Атина                                          |
| 422 пр.н.е.                                                         | Битка при Амфиполис                     | Гърция                                  | Спарта побеждава Атина                                        |
| 418 пр.н.е.                                                         | Първа битка при Мантинея                | Гърция                                  | Спарта побеждава Атина                                        |
| 415-413 пр.н.е.                                                     | Обсада на Сиракуза                      | Сицилия                                 | Сиракуза побеждава Атина                                      |
| 411 пр.н.е.                                                         | Битка при Симе                          | Гърция                                  | Атина против Спарта, без резултат                             |
| 411 пр.н.е.                                                         | Битка при Киносема                      | Гърция                                  | Атина побеждава Спарта                                        |
| 410 пр.н.е.                                                         | Битка при Кизикос                       | Гърция                                  | Атина побеждава Спарта                                        |
| 407 пр.н.е.                                                         | Битка при Нотион                        | Гърция                                  | Спарта побеждава Атина                                        |
| 406 пр.н.е.                                                         | Битка при Аргинуските острови           | Гърция                                  | Атина побеждава Спарта                                        |
| 405 пр.н.е.                                                         | Битка при Егоспотам                     | Гърция                                  | Спарта побеждава Атина                                        |
| 401 пр.н.е. – Персийска гражданска война                            |                                         |                                         |                                                               |
| 401 пр.н.е.                                                         | Битка при Кунакса                       | Вавилония                               | Персийският цар Артаксеркс побеждава узурпатор Кир            |
| 399-394 пр.н.е. – Спартанско-персийска война                        |                                         |                                         |                                                               |
| 394 пр.н.е.                                                         | Битка при Книдос                        | Мала Азия                               | Персия побеждава Спарта                                       |
| 395-387 пр.н.е. – Коринтска война                                   |                                         |                                         |                                                               |
| 395 пр.н.е.                                                         | Битка при Халиартос                     | Гърция                                  | Тива побеждава Спарта                                         |
| 394 пр.н.е.                                                         | Битка при Немея                         | Гърция                                  | Спарта побеждава Тива, Атина, Коринт и Аргос                  |
| 394 пр.н.е.                                                         | Битка при Коронея                       | Гърция                                  | Спарта побеждава Тива, Атина, Коринт и Аргос                  |
| 391/390 пр.н.е.                                                     | Битка при Коринт                        | Гърция                                  | Спарта побеждава Атина, Аргос и Коринт                        |
| 390 пр.н.е.                                                         | Битка при Лехайон                       | Гърция                                  | Атина побеждава Спарта                                        |
| 390–282 пр.н.е. – Войни на Рим против келтите                       |                                         |                                         |                                                               |
| 387 пр.н.е., 16 юли                                                 | Битка при Алия                          | Италия                                  | Келтите побеждават римляните и латините                       |
| 283 пр.н.е.                                                         | Битка при езерото Вадимо                | Италия                                  | Римляните побеждават галите                                   |
| 371-362 пр.н.е. – Тиванска война                                    |                                         |                                         |                                                               |
| 371 пр.н.е.                                                         | Битка при Левктра                       | Гърция                                  | Тива побеждава Спарта                                         |
| 362 пр.н.е.                                                         | Втора битка при Мантинея                | Гърция                                  | Мантинея, Спарта и Атина против Тива, без резултат            |
| 354-322 пр.н.е. – Македонски войни                                  |                                         |                                         |                                                               |
| 354 пр.н.е.                                                         | Битка при Тесалия                       | Гърция                                  | Фоките побеждават Македония                                   |
| 353 пр.н.е.                                                         | Битка на Крокуско поле                  | Гърция                                  | Македония побеждава фоките                                    |
| 338 пр.н.е., 2 август                                               | Битка при Херонея                       | Гърция                                  | Македония побеждава Атина и Тива                              |
| 334 пр.н.е.                                                         | Битка при Граник                        | Мала Азия                               | Македония побеждава Персия                                    |
| 333 пр.н.е., ноември                                                | Битка при Исос                          | Мала Азия                               | Македония побеждава Персия                                    |
| 331 пр.н.е., 1 октомври                                             | Битка при Гавгамела                     | Мала Азия                               | Македония побеждава Персия                                    |
| 331 пр.н.е.                                                         | Битка при Мегалополис                   | Гърция                                  | Македония побеждава Спарта                                    |
| 326 пр.н.е.                                                         | Битка при Хидасп                        | Индия                                   | Македония побеждава Порос, цар на Паурава                     |
| 323 – 322 пр.н.е. – Ламийска война                                  |                                         |                                         |                                                               |
| 322 пр.н.е., септември                                              | Битка при Кранон                        | Гърция                                  | Македония побеждава Атина                                     |
| 322 пр.н.е., септември                                              | Морска битка при Аморгос                | Гърция                                  | Македония побеждава Атина                                     |
| 343 – 289 пр.н.е. – Самнитски войни                                 |                                         |                                         |                                                               |
| 343 – 341 пр.н.е. – Първа самнитска война                           |                                         |                                         |                                                               |
| 342 пр.н.е.                                                         | Битка при планината Гаурус              | Италия                                  | Римляните побеждават самнитите                                |
| 341 пр.н.е.                                                         | Битка при Суесула                       | Италия                                  | Самнитите побеждават римляните                                |
| 326 – 304 пр.н.е. – Втора самнитска война                           |                                         |                                         |                                                               |
| 321 пр.н.е.                                                         | Битка при Каудинийските проходи         | Италия                                  | Самнитите побеждават римляните                                |
| 315 пр.н.е.                                                         | Битка при Лаутуле                       | Италия                                  | Самнитите побеждават римляните                                |
| 310 пр.н.е.                                                         | Първа Битка при езерото Вадимо          | Италия                                  | Римляните побеждават етруските                                |
| 305 пр.н.е.                                                         | Битка при Бовианум                      | Италия                                  | Римляните побеждават самнитите                                |
| 298 – 290 пр.н.е. – Трета самнитска война                           |                                         |                                         |                                                               |
| 297 пр.н.е.                                                         | Битка при Тифернум                      | Италия                                  | Римляните побеждават самнитите                                |
| 295 пр.н.е.                                                         | Битка при Камеринум                     | Италия                                  | Самнитите побеждават римляните                                |
| 295 пр.н.е.                                                         | Битка при Сентинум                      | Италия                                  | Римляните побеждават самнитите и галите                       |
| 293 пр.н.е.                                                         | Битка при Аквилония                     | Италия                                  | Римляните побеждават самнитите                                |
| 321 до 160 пр.н.е. – Диадохски войни и войни на елинийските царства |                                         |                                         |                                                               |
| 320 пр.н.е.                                                         | Битка при Хелеспонт                     | Мала Азия                               | Евмен побеждава Кратер                                        |
| 319 пр.н.е.                                                         | Битка при Оркиния                       | Мала Азия                               | Антигон побеждава Евмен                                       |
| 319 пр.н.е.                                                         | Битка при Кретополис                    | Мала Азия                               | Антигон побеждава Алкет                                       |
| 317 пр.н.е.                                                         | Битка при Византион                     | Мала Азия                               | Антигон побеждава Клейт                                       |
| 316 пр.н.е.                                                         | Битка при Копратас                      | Иран                                    | Евмен побеждава Антигон                                       |
| 316 пр.н.е.                                                         | Битка при Паретакене                    | Иран                                    | Евмен без рeзултат против Антигон                             |
| 316 пр.н.е.                                                         | Битка при Габиене                       | Иран                                    | Евмен без рeзултат против Антигон                             |
| 312 пр.н.е.                                                         | Битка при Газа                          | Палестина                               | Птолемей I побеждава Деметрий                                 |
| 301 пр.н.е.                                                         | Битка при Ипсос                         | Мала Азия                               | Крaй нa Антигон                                               |
| 281 пр.н.е.                                                         | Битка при Корупедия                     | Мала Азия                               | Селевк I побеждава Лизимах                                    |
| 279 пр.н.е.                                                         | Термопили и Делфи                       | Гърция                                  | Гърците побеждават келтите                                    |
| 275 пр.н.е.                                                         | Слонска битка                           | Мала Азия                               | Селевкидите (Антиох I) побеждават келтите                     |
| 222 пр.н.е.                                                         | Битка при Селасия                       | Гърция                                  | Македония побеждава Спарта                                    |
| 220 пр.н.е.                                                         | Битка при Аполония                      | Иран                                    | Антиох III побеждава въстаници                                |
| 217 пр.н.е.                                                         | Битка при Рафия                         | Синай                                   | Птолемей IV побеждава Антиох III                              |
| 207 пр.н.е.                                                         | Трета битка при Мантинея                | Гърция                                  | Ахейският съюз побеждава Спарта                               |
| 200 пр.н.е.                                                         | Битка при Панейон                       | Палестина                               | Селевкидите побеждават Птолемеите                             |
| 160 пр.н.е.                                                         | Битка при Елаза                         | Палестина                               | Селевкидите побеждават Макавеите                              |
| 280–275 пр.н.е. – Пирова война                                      |                                         |                                         |                                                               |
| 280 пр.н.е.                                                         | Битка при Хераклея                      | Долна Италия                            | Пир побеждава Рим                                             |
| 279 пр.н.е.                                                         | Битка при Аскулум                       | Долна Италия                            | Пир побеждава Рим                                             |
| 275 пр.н.е.                                                         | Битка при Беневентум                    | Долна Италия                            | Рим побеждава Пир                                             |
| 264–146 пр.н.е. – Пунически войни                                   |                                         |                                         |                                                               |
| 264–241 пр.н.е. – Първа пуническа война                             |                                         |                                         |                                                               |
| 261 пр.н.е.                                                         | Битка при Агригент                      | Сицилия                                 | Рим побеждава Картаген                                        |
| 260 пр.н.е.                                                         | Битка при Миле                          | Средиземно море                         | Рим побеждава Картаген                                        |
| 256 пр.н.е.                                                         | Битка при Екном                         | Средиземно море                         | Картаген побеждава Рим                                        |
| 255 пр.н.е.                                                         | Битка при Тунис                         | Северна Африка                          | Картаген побеждава Рим                                        |
| 249 пр.н.е.                                                         | Битка при Дрепана                       | Средиземно море                         | Картаген побеждава Рим                                        |
| 241 пр.н.е. 10 март                                                 | Битка при Егадските острови             | Средиземно море                         | Рим побеждава Картаген                                        |
| 218–201 пр.н.е. – Втора пуническа война                             |                                         |                                         |                                                               |
| 218 пр.н.е.                                                         | Битка при Тичино                        | Италия                                  | Картаген побеждава Рим                                        |
| 218 пр.н.е.                                                         | Битка при Требия                        | Италия                                  | Картаген побеждава Рим                                        |
| 217 пр.н.е.                                                         | Битка при Тразименското езеро           | Италия                                  | Картаген побеждава Рим                                        |
| 216 пр.н.е. 2 август                                                | Битка при Кана                          | Италия                                  | Картаген побеждава Рим унищожително                           |
| 215 пр.н.е.                                                         | Битка при Дертоса (Ибера)               | Испания                                 | Рим побеждава Картаген                                        |
| 214 пр.н.е.                                                         | Битка при Беневентум                    | Италия                                  | Рим побеждава Картаген                                        |
| 212 пр.н.е.                                                         | Битка при Кастуло                       | Испания                                 | Картаген побеждава Рим                                        |
| 212 пр.н.е.                                                         | Битка при Илорика                       | Испания                                 | Картаген побеждава Рим                                        |
| 208 пр.н.е.                                                         | Битка при Бекула                        | Испания                                 | Рим побеждава Картаген                                        |
| 207 пр.н.е.                                                         | Битка при Метавър                       | Горна Италия                            | Рим побеждава Картаген                                        |
| 206 пр.н.е.                                                         | Битка при Илипа                         | Испания                                 | Рим побеждава Картаген                                        |
| 204 пр.н.е.                                                         | Битка при Кротона                       | Южна Италия                             | Без резултат Рим и Картаген                                   |
| 202 пр.н.е.                                                         | Битка при Зама                          | Северна Африка                          | Рим побеждава Картаген                                        |
| 149–146 пр.н.е. – Трета пуническа война                             |                                         |                                         |                                                               |
| 229-215 пр.н.е. Илирийско-римски войни                              |                                         |                                         |                                                               |
| 215–168 пр.н.е. Македонско-римски войни                             |                                         |                                         |                                                               |
| 215–205 пр.н.е. Първа македонско-римскa война                       |                                         |                                         |                                                               |
| 200–197 пр.н.е. Втора македонско-римскa война                       |                                         |                                         |                                                               |
| 197 пр.н.е.                                                         | Битка при Киноскефала                   | Гърция                                  | Рим побеждава Македония                                       |
| 171–168 пр.н.е. Трета македонско-римскa война                       |                                         |                                         |                                                               |
| 168 пр.н.е., 22 юни                                                 | Битка при Пидна                         | Гърция                                  | Рим побеждава Македония                                       |
| 192–188 пр.н.е. Римско-сирийска война                               |                                         |                                         |                                                               |
| 191 пр.н.е.                                                         | Втора Битка при Термопилите             | Гърция                                  | Римляни побеждават селевкиди                                  |
| 191 пр.н.е.                                                         | Битка при Магнезия                      | Мала Азия                               | Римляните побеждават селевкидите                              |
| 113–101 пр.н.е. Война против кимври и тевтони                       |                                         |                                         |                                                               |
| 113 пр.н.е.                                                         | Битка при Норея                         | Източни Алпи                            | кимври, амброни и тевтони побеждават римляните                |
| 107 пр.н.е.                                                         | Битка при Аген                          | Южна Франция                            | хелвети, кимври, амброни и тевтони побеждават римляните       |
| 105 пр.н.е.                                                         | Битка при Аравзио                       | Южна Франция                            | кимври, амброни и тевтони побеждават римляните унищожително   |
| 102 пр.н.е.                                                         | Битка при Аква Секстия                  | Южна Франция                            | Марий побеждава тевтони и амброни                             |
| 101 пр.н.е.                                                         | Битка при Верцела                       | Горна Италия                            | Марий побеждава кимврите                                      |
| 88–64 пр.н.е. Митридатови войни                                     |                                         |                                         |                                                               |
| 88–84 пр.н.е. Първа Митридатова война                               |                                         |                                         |                                                               |
| 86 пр.н.е.                                                          | Битка при Херонея                       | Гърция                                  | Римляните побеждават Митридат                                 |
| 86 пр.н.е.                                                          | Битка при Орхомен                       | Мала Азия                               | Римляните побеждават Митридат                                 |
| 83–81 пр.н.е. Втора Митридатова война                               |                                         |                                         |                                                               |
| –64 пр.н.е. Трета Митридатова война                                 |                                         |                                         |                                                               |
| 69 пр.н.е.                                                          | Битка при Тиграноцерта                  | Армения                                 | Римляните побеждават Митридат                                 |
| 58-51 пр.н.е. Галска война                                          |                                         |                                         |                                                               |
| 58 пр.н.е.                                                          | Битка при Бибракте                      | Франция                                 | Римляните побеждават хелвитите и раурахите                    |
| 58 пр.н.е.                                                          | Битка в Елзас                           | Елзас                                   | Цезар побеждава Ариовист                                      |
| 57 пр.н.е.                                                          | Битка при Сабис                         | Белгия                                  | Цезар побеждава белгите                                       |
| 52 пр.н.е.                                                          | Битка при Лутеция                       | Франция                                 | Лабиен побеждава галите                                       |
| 52 пр.н.е., септември                                               | Битка при Алезия                        | Франция                                 | Цезар побеждава галите напълно                                |
| 54–53 пр.н.е. Партска война                                         |                                         |                                         |                                                               |
| 53 пр.н.е.                                                          | Битка при Кара                          | Месопотамия                             | Партите побеждават римляните                                  |
| 133–30 пр.н.е. Римски граждански войни                              |                                         |                                         |                                                               |
| 82 пр.н.е.                                                          | Битка при Колинската врата              | Италия                                  | Сула побеждава Марианците                                     |
| 62 пр.н.е.                                                          | Битка при Пистория                      | Горна Италия                            | Войската на Сената унищожава Каталина и неговите привърженици |
| 48 пр.н.е., 10 юли                                                  | Битка при Дирахиум                      | Албания                                 | Помпей побеждава Цезар                                        |
| 48 пр.н.е., август                                                  | Битка при Баградас                      | Северна Африка                          | Помпеанците побеждават войска на Цезар                        |
| 48 пр.н.е.                                                          | Битка при Фарсала                       | Гърция                                  | Цезар побеждава Помпей                                        |
| 47 пр.н.е.                                                          | Битка на Нил                            | Египет                                  | Цезар побеждава Египет                                        |
| 47 пр.н.е.                                                          | Битка при Зела                          | Мала Азия                               | Цезар побеждава Фарнак                                        |
| 46 пр.н.е.                                                          | Битка при Тапс                          | Северна Африка                          | Цезар побеждава Помпеанците                                   |
| 45 пр.н.е.                                                          | Битка при Мунда                         | Испания                                 | Цезар побеждава Помпеанците                                   |
| 43 пр.н.е., 14 или 15 април                                         | Битка при Форум Галорум                 | Горна Италия                            | Авъл Хиртий побеждава Марк Антоний                            |
| 43 пр.н.е., 21 април                                                | Битка при Мутина                        | Горна Италия                            | Авъл Хиртий и Октавиан побеждават Марк Антоний                |
| 42 пр.н.е.                                                          | Битка при Филипи                        | Македония                               | Марк Антоний и Октавиан побеждават Касий и Брут               |
| 31 пр.н.е.                                                          | Битка при Акциум                        | Гърция                                  | Октавиан побеждава Марк Антоний                               |

### Римска империя
- 9, есен, Битка в Тевтобургската гора (Северна Германия), германите побеждават римляните
- 15, Битка на Цецина (Северна Германия), германите побеждават римляните
- 16, Битка при Идиставизо (Северна Германия), римляните побеждават германите
- 16, Битка на Ангриварийски вал (Северна Германия), римляните побеждават германите(херуските)
- 18, Маркоманска битка (Бохемия?), херуските против маркоманите
- 61, Битка на Watling Street (Англия), римляните побеждават ицени и тринованти, въстанието на Боудика
- 69, 14 април, Първа битка при Бедриакум, Вителий побеждава Отон
- 69, 24 октомври, Втората битка при Кремона (наричана също Втора битка при Бедриакум), Веспасиан побеждава Вителий
- 83/84, Битка при планина Граупий (Шотландия), римляните побеждават каледонците
- 89, Първа Битка при Тапе (Румъния), римляните побеждават даките
- 101/102, Битка при Хулпе (Румъния), римляните побеждават даките
- 115, Битка на Тигър (Месопотамия), римляните побеждават партите
- 132-135 Симон Бар Кохба въстание (Палестина), римляните побеждават юдейски бунтовници
- 163, Битка при Дура Еуропос (Сирия), римляните побеждават партите
- 175, Битка на Дунав (Австрия), римляните побеждават язигите
- 193, Втора Битка при Исус (Сирия), римска гражданска война
- 197, Битка при Лугдунум (Франция), римска гражданска война
- 217, Битка при Нисибис (Сирия), без резултат между партите и римляните
- 235, Битка при Харчорн (Германия), римляните побеждават германите
- 242, Битка при Ресайна (Сирия), римляните побеждават сасанидите (Римско-персийски войни)
- 244, февруари (?) Битка при Месиче (Месопотамия), сасанидите побеждават римляните
- 250, Битка при Филипополис (Пловдив, България), готите побеждават римляните
- 251, маи, Битка при Терни, римска гражданска война
- 251, юни, Битка при Абритус (България), готите побеждават римляните
- 260, Битка при Едеса (Сирия), Сасанидите побеждават Römer
- 260, Битка при Августа Винделикорум (Аугсбург, Южна Германия), римляните побеждават ютунгите
- 261, Битка при Сердика, Авреол побеждава Макриан Старши
- 268, Битка при Гарда, Лакус Бенакус, (Гарда езеро, Италия), римляните побеждават алеманите
- 268, Битка при Ниш (Balkan), римляните побеждават готите
- 271, пролет, Битка при Плаценция (Италия), алеманите побеждават римляните
- 271, Битка при Павия (Италия), римляните побеждават алеманите
- 272, Битка при Емеса (Сирия), римляните побеждават Палмира

### Късна античност
- 297, Битка при Сатала, римляните побеждават сасанидите
- 312, 28 октомври, Битка на Милвийския мост, Рим, Константин Велики попеждава Максентий
- 313, 1 май, Битка при Tzirallum, при Адрианопол, Лициний попеждава Максимин Дая
- 316, Битка при Кибале, Константин Велики попеждава Лициний
- 316/17, Битка при Мардия, Константин Велики попеждава Лициний
- 324, Битка при Хрисополис Константин Велики попеждава Лициний победоносно
- 351, Битка при Мурса, римска гражданска война
- 357, esen, Битка при Аргенторат (Щрасбург), римляните побеждават алеманите
- 363, Битка при Маранга (Месопотамия), римляните побеждават сасанидите
- 376, Битка при Марцианопол, римляни и бунтуващи се готи
- 377, септември, Битка при Ад Салицес (България), римляни и бунтуващи се тервингски готи, без определена победа.
- 378, Битка при Аргентовария, римляните побеждават лентиенсите
- 378, 9 август, Битка при Адрианопол, готите побеждават римляните
- 394, 6 септември, Битка при Фригид, Теодосий I побеждава Евгений
- 402, 6 април, Битка при Поленция, Западен Рим със Стилихон побеждава вестготите na Аларих I
- 403, Битка при Верона, Западен Рим със Стилихон попеждава вестготите с Аларих
- 406, Битка при Фиезуле, Западен Рим със Стилихон попеждава германите с Радагаис
- 436, Битка при Нарбона Западен Рим с Аеций попеждава вестготите на Теодорих I
- 451, 20 септември, Битка на Каталаунските полета (Галия), Германи и римляни побеждават хуните
- 454, Битка при Недао (Източна Европа), Гепидите побеждават хуните
- 486, Битка при Соасон (486) (Галия), Франките побеждават Сиагрий
- 493, август, Гарванова битка (Италия)
- 496, Битка при Цюлпих, Франките побеждават аламаните
- ок. 500 Битка при Бадонски хълм, Романо-бритите и келтите побеждават ангелсаксите
- 507, пролет, Битка при Вуйе, (югозападна Централна Франция), Франките побеждават вестготите
- 524, 21 юни, Битка при Вецеронке, Бургундите побеждават франките
- 530 Битка при Дара, Източен Рим побеждава сасанидите
- 531, 19 април, Битка при Калиникум, сасанидите побеждават Източен Рим
- 531, Битка при Унструт, Франките побеждават тюрингите
- 532, Битка при Отун, Франките побеждават бургундите
- 533, Битка при Ад Децимум, Източен Рим побеждава вандалите
- 537, Битка при Камлан
- 552, 1 юли, Битка при Буста Галорум, Източен Рим побеждава остготите
- 553, Битка при Млечната планина, Източен Рим побеждава остготите
- 554, Битка при Казилинум, Източен Рим побеждава франките и алеманите
- 575/576, Битка при Малатия, Източен Рим побеждава сасанидите
- 586, Битка при Солахон, Източен Рим побеждава сасанидите
- 622, Битка при Иса (622), Източен Рим побеждава сасанидите
- 626, 29 юли до 7 август, Обсада на Константинопол (626), Източен Рим побеждава сасанидите и аварите
- 627, 12 декември, Битка при Ниневия, Източен Рим побеждава сасанидите решително